# Léon Zamaron
Léon Zamaron, né le 5 avril 1872 à Landaville (Vosges) et mort le 14 décembre 1955 à Paris 5e, est un commissaire de police et un collectionneur d'art moderne.

## Biographie
Il est, au début du XXe siècle, un des tout premiers acheteurs de Maurice Utrillo, de Chaïm Soutine, de Marek Szwarc, d'Amedeo Modigliani, de Pinchus Krémègne, de Henri Epstein, « le plus doué à ses yeux », de Moïse Kisling, d'Auguste Clergé, de Maurice de Vlaminck, etc. Selon le Jerusalem Post, en 1921, Léon Zamaron aurait sauvé la vie du peintre Franco-Israelien, Alexandre Frenel en le trouvant endormi sous un pont avec un diplôme du Collège des Beaux-Arts d'Odessa dans sa poche. 
Son bureau (no 212, au 2e étage), de la Préfecture de police de Paris est alors surnommé, non sans ironie, le musée Zamaron.Il organise, le 9 juin 1920 à l'hôtel Drouot, une des premières ventes publiques de peintures modernes  : la vente de M. Léon Z... avec une préface de Gustave Coquiot. Philanthrope, il fonde en 1921, l'AAAA (l'Aide Amicale Aux Artistes) dont les affiches sont réalisées par Suzanne Valadon, Tsugouharu Foujita, Maurice Utrillo et Othon Friesz.
Jean-Pierre Crespelle restitue pourtant une fin de vie malheureuse : « L'homme qui posséda des dizaines, et même des centaines de Modigliani, de Soutine, d'Utrillo, de Chagall et de Foujita, mourut en ayant abandonné cette fortune pour presque rien. Pinchus Krémègne évoque avec sympathie ce policier bohème qui, en sortant de son bureau de la préfecture de police, venait retrouver ses amis les peintres à La Rotonde et passait avec eux une bonne partie de la nuit. "Ce brave homme, dit Krémègne, fut poursuivi par la malchance. Sa femme devint folle, sa maîtresse mourut d'un cancer, et il perdit son fils. Finalement, la passion des cartes l'ayant gagné, il dut vendre ses tableaux un à un pour payer ses dettes de jeu" ».
En 2008, les archives de Léon Zamaron ont été dispersées en vente publique. Un portrait de lui a été fait par le sculpteur catalan Josep Dunyach.